# نبردناو کلاس بلروفون
نبردناو کلاس بلروفون (به انگلیسی: Bellerophon-class battleship) کلاسی از سه نبردناو نوع دریدنوت ساخت بریتانیا در دهه نخست سده بیستم بود. نبردناوهای این کلاس توسط نیروی دریایی بریتانیا در جنگ جهانی اول به کار گرفته شدند.

## طراحی، ساخت و ویژگی‌ها
کار ساخت سه نبردناو کلاس بلروفون از نوع دریدنوت سال ۱۹۰۹ تکمیل شد. این نبردناوها پیشرفت قابل ملاحظه‌ای نسبت به اچ‌ام‌اس دریدنوت، خلف خود، نداشتند و از ابعاد مشابهی برخوردار بودند. وزن معمول نبردناوهای این کلاس ۱۸۶۰۰ بود. تسلیحات اصلی همانند کلاس پیشین بود اما تعداد تسلیحات ثانویه به ۱۶ توپ ۴ اینچی افزایش یافت. این ترکیب تسلیحاتی به حالت معمول طراحی‌های آینده بدل گشت. مجافظت زره آن‌ها نیز مشابه دریدنوت بود.